# Glypta bisinuata
Glypta bisinuata är en stekelart som beskrevs av Setsuya Momoi 1963. Glypta bisinuata ingår i släktet Glypta och familjen brokparasitsteklar. Inga underarter finns listade i Catalogue of Life.